# Paul Engelen
Paul Engelen (* 30. Oktober 1949 in Walton-on-Thames, Surrey, England; † 3. November 2024 in West Sussex) war ein britischer Maskenbildner.

## Leben
Engelen begann seine Karriere im Filmstab 1969 als im Abspann nicht genannter Assistenzmaskenbildner bei Clive Donners Historienfilm Alfred der Große – Bezwinger der Wikinger. 1974 war er mit James Bond 007 – Der Mann mit dem goldenen Colt erstmals als Maskenbildner an einem James-Bond-Film tätig. Es folgten zwei weitere Bond-Filme mit Roger Moore, der letzte Pierce-Brosnan-Bond James Bond 007 – Stirb an einem anderen Tag sowie die ersten beiden Filme mit Daniel Craig in der Titelrolle. Engelen arbeitete im Laufe seiner Karriere unter so renommierten Regisseuren wie Steven Spielberg, Ridley Scott, George Lucas, Blake Edwards, Tim Burton und Clint Eastwood. Er war an mehr als 90 Film- und Fernsehproduktionen beteiligt.
1985 war er für Hugh Hudsons Abenteuerfilm Greystoke – Die Legende von Tarzan, Herr der Affen zusammen mit Rick Baker für den Oscar in der Kategorie Bestes Make-up und beste Frisuren nominiert, die Auszeichnung ging in diesem Jahr jedoch an Miloš Formans Amadeus. Bei den im selben Jahr verliehenen BAFTA Film Awards konnte Engelen die Auszeichnung in der Kategorie Beste Maske hingegen gewinnen. 1995 folgte für Kenneth Branaghs Literaturverfilmung Mary Shelley’s Frankenstein eine zweite Oscar-Nominierung, diesmal zusammen mit Daniel Parker und Carol Hemming, es gewann jedoch Ed Wood. Zudem war Engelen zwischen 1986 und 2004 vier weitere Male für den BAFTA Film Award nominiert.
Neben seinen Filmengagements war Engelen auch für das Fernsehen tätig, darunter die Fernsehserien Game of Thrones, Emerald City – Die dunkle Welt von Oz und Marco Polo. Für sein Wirken war er zwischen 2001 und 2013 sechsmal für den Primetime Emmy nominiert, den er zweimal gewinnen konnte.
Engelen starb im Alter von 75 Jahren.

## Filmografie (Auswahl)
- 1969: Alfred der Große – Bezwinger der Wikinger (Alfred the Great)
- 1970: Der Todesschrei der Hexen (Cry of the Banshee)
- 1974: James Bond 007 – Der Mann mit dem goldenen Colt (The Man with the Golden Gun)
- 1977: James Bond 007 – Der Spion, der mich liebte (The Spy Who Loved Me)
- 1979: James Bond 007 – Moonraker – Streng geheim (Moonraker)
- 1982: Victor/Victoria
- 1984: Die Bounty (The Bounty)
- 1984: Greystoke – Die Legende von Tarzan, Herr der Affen (Greystoke: The Legend of Tarzan, Lord of the Apes)
- 1985: Der Smaragdwald (The Emerald Forest)
- 1987: Das Reich der Sonne (Empire of the Sun)
- 1988: Ein Fisch namens Wanda (A Fish Called Wanda)
- 1989: Batman
- 1990: Weißer Jäger, schwarzes Herz (White Hunter Black Heart)
- 1994: Mary Shelley’s Frankenstein
- 1997: Sieben Jahre in Tibet (Seven Years in Tibet)
- 1999: Star Wars: Episode I – Die dunkle Bedrohung (Star Wars: Episode I – The Phantom Menace)
- 2000: Gladiator
- 2002: James Bond 007 – Stirb an einem anderen Tag (Die Another Day)
- 2003: Unterwegs nach Cold Mountain (Cold Mountain)
- 2005: München (Munich)
- 2006: James Bond 007: Casino Royale (Casino Royale)
- 2008: James Bond 007: Ein Quantum Trost (Quantum of Solace)
- 2012: Zorn der Titanen (Wrath of the Titans)
- 2014: Hercules
- 2017: Der seidene Faden (Phantom Thread)
- 2018: Outlaw King

## Auszeichnungen (Auswahl)
- 1985: Oscar-Nominierung in der Kategorie Bestes Make-up und beste Frisuren für Greystoke – Die Legende von Tarzan, Herr der Affen
- 1995: Oscar-Nominierung in der Kategorie Bestes Make-up und beste Frisuren für Mary Shelley’s Frankenstein
- 1985: BAFTA Film Award in der Kategorie Beste Maske für Greystoke – Die Legende von Tarzan, Herr der Affen
- 1986: BAFTA-Film-Award-Nominierung in der Kategorie Beste Maske für Der Smaragdwald
- 1990: BAFTA-Film-Award-Nominierung in der Kategorie Beste Maske für Batman
- 2001: BAFTA-Film-Award-Nominierung in der Kategorie Beste Maske für Gladiator
- 2004: BAFTA-Film-Award-Nominierung in der Kategorie Beste Maske für Unterwegs nach Cold Mountain